# Megalopsallus flammeus
Megalopsallus flammeus är en insektsart som beskrevs av Schuh 2000. Megalopsallus flammeus ingår i släktet Megalopsallus och familjen ängsskinnbaggar. Inga underarter finns listade i Catalogue of Life.